# Безгляднов, Павел Александрович
Павел Александрович Безгляднов (род. 4 января 1961, Москва) — советский и российский футболист и игрок в мини-футбол, тренер. Мастер спорта России международного класса по футзалу (1995).

## Биография
Воспитанник ДЮСШ № 2 Зеленоградского гороно Зеленоград (с 7 лет) и СДЮШОР ЦСКА. В школе ЦСКА играл под руководством Михаила Николаевича Перевалова.
Во взрослом футболе дебютировал в 1979 году в составе ФК «Красная Пресня». Некоторое время числился игроком московского «Спартака». Без малого пятнадцать лет Безгляднов выступал за команды первой и более низших лиг СССР и Украины. В 1993 году переквалифицировался и стал выступать за мини-футбольный клуб «Заря» (Великий Новгород). Сезон 1995/96 провёл в МФК «ТТГ» из Югорска, где позднее работал тренером.
Под его управлением сборная Узбекистана по мини-футболу выступала на чемпионатах Азии 2006 и 2007.

## Достижения
- В составе сборной Москвы победитель турнира «Переправа» (1982).
- Обладатель Кубка Кубков по футзалу — 1995
- Серебряный призёр чемпионата России 2000/2001
- Бронзовый призёр чемпионатов России по мини-футболу — 1995/1996, 1996/1997